# Grand Prix Barcelony-Katalonii Formuły 1
Grand Prix Barcelony-Katalonii – wyścig organizowany w ramach Mistrzostw Świata Formuły 1 zaplanowany na sezon 2026.

## Historia
Tor Circuit de Barcelona-Catalunya pierwotnie miał gościć Grand Prix Hiszpanii do 2026 roku. Jednak stolica kraju, Madryt, została wybrana nowym gospodarzem Formuły 1 — tor Madring ma zadebiutować w 2026 roku i przejąć nazwę Grand Prix Hiszpanii. W związku z tym wyścig na torze w Barcelonie w 2026 roku został przemianowany na Grand Prix Barcelony-Katalonii. Będzie to pierwsza sytuacja od sezonu 2012, w której Hiszpania będzie gospodarzem dwóch wyścigów Grand Prix — drugim wówczas było Grand Prix Europy na ulicznym torze w Walencji.